# Kanton La Trinité-Porhoët
Der Kanton La Trinité-Porhoët war bis 2015 ein französischer Kanton im Arrondissement Vannes, im Département Morbihan und in der Region Bretagne; sein Hauptort war La Trinité-Porhoët.

## Gemeinden
Der Kanton La Trinité-Porhoët umfasste sechs Gemeinden:
| Gemeinde                       | Bretonisch                  | Einwohner (2022) | Fläche (km²) | Code postal | Code Insee |
| ------------------------------ | --------------------------- | ---------------- | ------------ | ----------- | ---------- |
| Évriguet                       | Evriged                     | 210              | 4.98         | 56490       | 56056      |
| Guilliers                      | Gwiler-Porc'hoed            | 1.352            | 35.14        | 56490       | 56080      |
| La Trinité-Porhoët             | An Drinded-Porc'hoed        | 667              | 12.70        | 56490       | 56257      |
| Ménéac                         | Menieg                      | 1.478            | 68.22        | 56490       | 56129      |
| Mohon                          | Mozhon                      | 988              | 37.83        | 56490       | 56134      |
| Saint-Malo-des-Trois-Fontaines | Sant-Maloù-an-Teir-Feunteun | 562              | 16.19        | 56490       | 56227      |
| Kanton                         | An Drinded-Porc'hoed        | 5.358            | 175.06       | -           | 5636       |

## Bevölkerungsentwicklung
| 1962  | 1968  | 1975  | 1982  | 1990  | 1999  | 2006  | 2012  |
| ----- | ----- | ----- | ----- | ----- | ----- | ----- | ----- |
| 7.929 | 7.413 | 6.541 | 6.136 | 5.630 | 5.305 | 5.454 | 5.358 |